# Bogusław Kraszewski

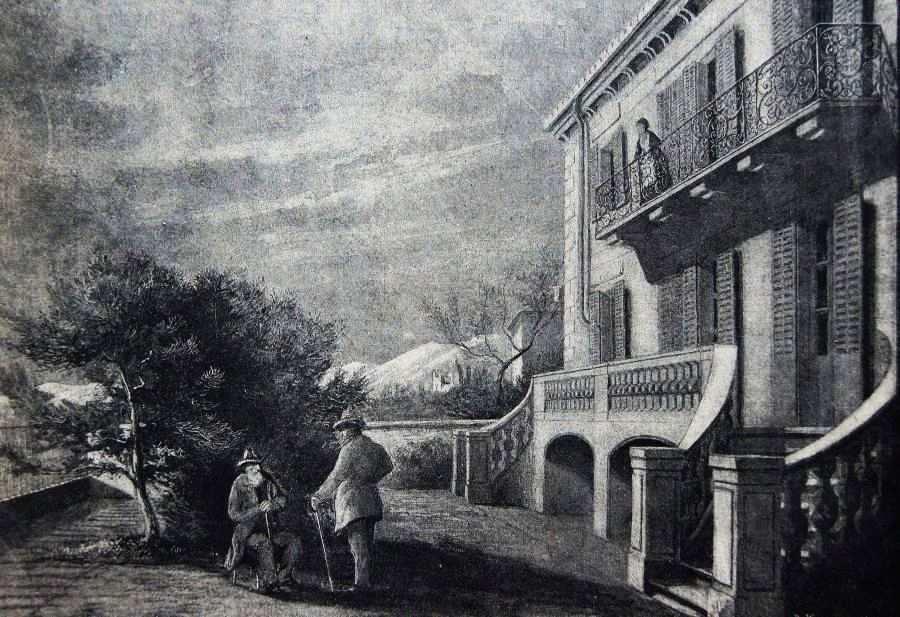
Villa Miraflores w San-Remo. (Mieszkanie J.I. Kraszewskiego), ilustracja Bogusława Kraszewskiego do „Tygodnika Ilustrowanego”

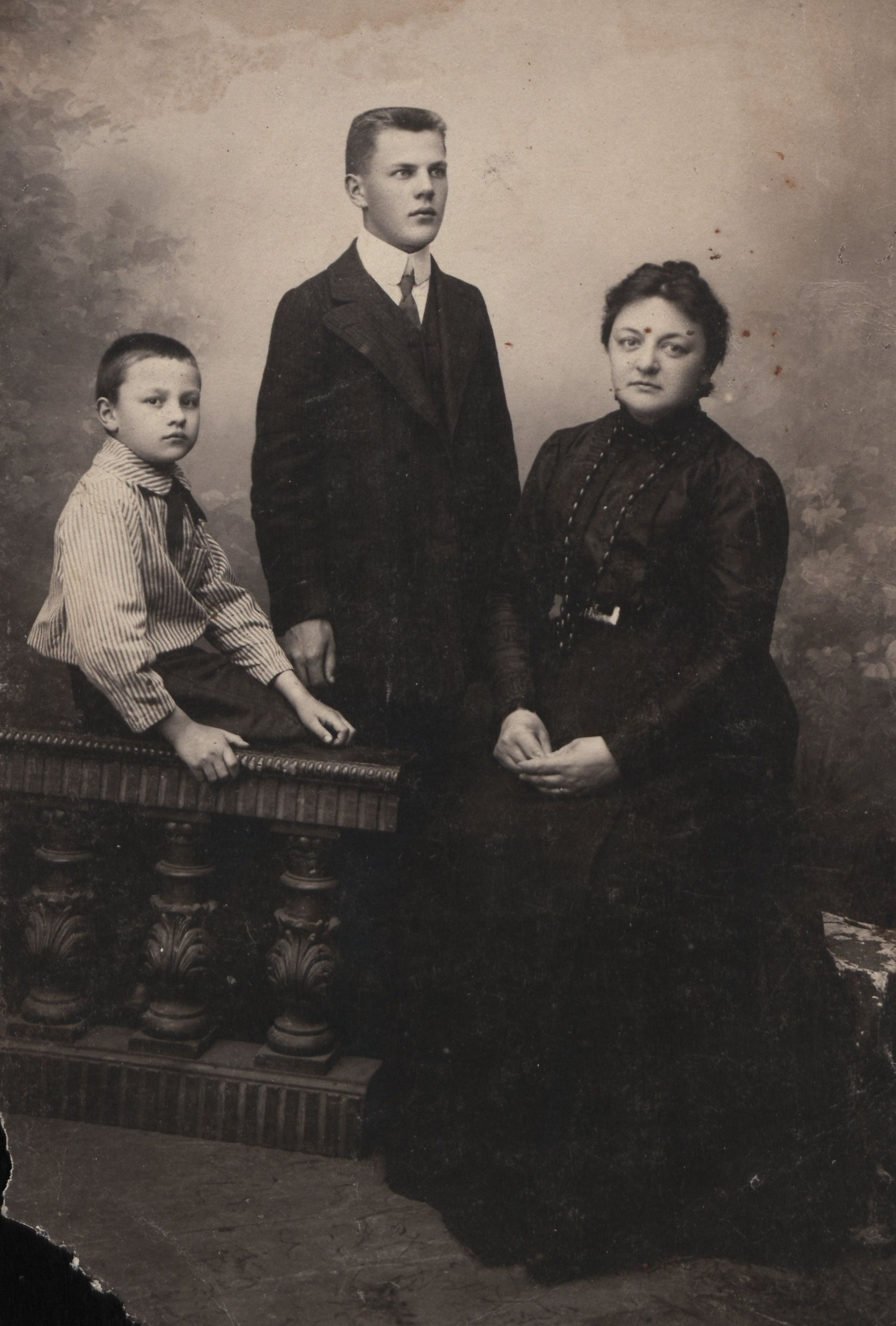
Józefa Kraszewska z synami Januszem i Mieczysławem,
ok. 1910

Bogusław Józef Jan Kraszewski herbu Jastrzębiec (ur. 10 maja 1857 w Warszawie, zm. 1916 w Dołhem) – polski artysta malarz, rysownik, ilustrator, fotografik, encyklopedysta, archeolog amator i kolekcjoner. Bratanek pisarza Józefa Ignacego Kraszewskiego.

## Życiorys
Był jednym z pięciorga dzieci Kajetana Kraszewskiego i Marii z Rulikowskich; podobnie jak jego młodsza siostra Józefa, Bogusław urodził się głuchoniemy, jednak dzięki determinacji rodziców, szczególnie ojca – Kajetana, który nauczył go języka migowego oraz mowy, został przystosowany do funkcjonowania w społeczeństwie. Początkowo mieszkał w majątku Kraszewskich w Romanowie.
Potem przeprowadził się do Dołhe, gdzie w miejscu starego dworku Kraszewskich wzniósł w latach 1890-1900 nowy neogotycki dwór. Z Romanowa przeniósł do niego zbiory rodzinne oraz swoje własne. Była to kolekcja obrazów olejnych (w tym portrety rodzinne), ryciny i rysunki, książki, dokumenty (najstarsze pergaminy pochodziły z XIV i XV wieku), autografy oraz zbiór wykopalisk, które przeważnie pochodziły z jego własnych poszukiwań. Najciekawszym artefaktem z jego kolekcji był nóż należący niegdyś do Jana Kochanowskiego. W czasie I wojny światowej zbiory te przepadły wraz z dworem, który uległ pożarowi w czasie działań wojennych w 1915 roku.

## Twórczość artystyczna
Bogusław Kraszewski – podobnie jak jego ojciec i stryj – był uzdolniony plastycznie; przede wszystkim był  rysownikiem i ilustratorem. Jego prace zamieszczane były w „Tygodniku Ilustrowanym” i „Kłosach”. Zajmował się także fotografią artystyczną (znał się z wybitnym polskim fotografikiem – Janem Bułhakiem); fotografował przeważnie majątki rodzinne, krajobrazy, przyrodę i znajomych. Jego prace fotograficzne zamieszczane były w „Fotografie Warszawskim” i „Tygodniku Ilustrowanym”.
Był także encyklopedystą. Na prośbę Zygmunta Glogera wykonywał rysunki oraz napisał do jego Encyklopedii staropolskiej hasło Labirynty. Jego nazwisko jako współtwórcę tej encyklopedii wymienia autor w posłowiu tomu IV z adnotacją o jego wkładzie Labirynty, i różne rysunki i przyczynki .

## Życie prywatne
23 lipca 1893 roku Bogusław Kraszewski poślubił Józefę z Kraszewskich, z którą miał troje dzieci: Janusza Kajetana (ur. 1894), Mieczysława Antoniego (ur. 1900) i Marię Emmę (ur. 1906).